# Список ныне живущих архиереев Польской православной церкви
В списке представлены ныне живущие архиереи Польской Православной Церкви.
Епископат Польской Православной Церкви насчитывает (на 8 октября 2017) 12 человек, из них 7 — епархиальныи архиереи, в том числе Предстоятель Церкви Митрополит Варшавский и всея Польши Савва, 5 — викарные архиереи.
Список составлен в порядке старшинства епископской хиротонии (первая дата в скобках после имени).
Старейший по возрасту архиерей Польской православной церкви — митрополит Варшавский и всея Польши Савва (Грыцуняк) (87 лет); самый молодой — епископ Гайнувский Павел (Токаюк) (46 лет).

## Предстоятельство митрополитаВасилия

### Хиротонии 1979 года
1. Савва (Грыцуняк), митрополит Варшавский и всея Польши (25 ноября 1979; на кафедре с 31 мая 1998)

### Хиротонии 1989 года
1. Авель (Поплавский), архиепископ Люблинский и Холмский (25 марта 1989 года; на кафедре со дня хиротонии)

### Хиротонии 1991 года
1. Хризостом (Муниз Фрейре), архиепископ Рио-де-Жанейрский и Олинда-Ресифский (15 декабря 1991; на кафедре с 1992)

## Предстоятельство митрополитаСаввы

### Хиротонии 1998 года
1. Иаков (Костючук), архиепископ Белостокский и Гданьский (11 мая 1998; на кафедре с 22 мая 1999)
2. Григорий (Харкевич), архиепископ Бельский, викарий Варшавской и Бельской епархии (12 мая 1998; на кафедре с 24 августа 2017)
3. Амвросий (де Альмейда Кубас), епископ Ресифский, викарий Рио-де-Жанейрской епархии (20 июня 1998; на кафедре с 2002)

### Хиротонии 2007 года
1. Георгий (Паньковский), архиепископ Вроцлавский и Щецинский, ординарий Военного ордината Войска польского (28 января 2007; на кафедре с 16 мая 2017)
2. Паисий (Мартынюк), архиепископ Перемышльский и Горлицкий (13 апреля 2007; на кафедре с 25 августа 2016)

### Хиротонии 2017 года
1. Афанасий (Нос), епископ Лодзинский и Познанский (24 сентября 2017; на кафедре со дня хиротонии)
2. Павел (Токаюк), епископ Гайнувский, викарий Варшавской и Бельской епархии (25 сентября 2017; на кафедре со дня хиротонии)
3. Андрей (Борковский), епископ Супрасльский, викарий Белостокской и Гданьской епархии (27 сентября 2017; на кафедре со дня хиротонии)
4. Варсонофий (Дорошкевич), епископ Семятичский, викарий Варшавской и Бельской епархии (8 октября 2017; на кафедре со дня хиротонии)

## Бывшие архиереи
1. Феодор, бывший епископ Эворский и Сетубальский (30 сентября 1984[2]; с 26 сентября 1990 года в составе ППЦ; 8 августа 2001 года отлучён от церкви)
2. Иоанн (Рибейру), бывший митрополит Лиссабонский (14 декабря 1991; 8 августа 2001 года отлучён от церкви)